# ランプステーキ

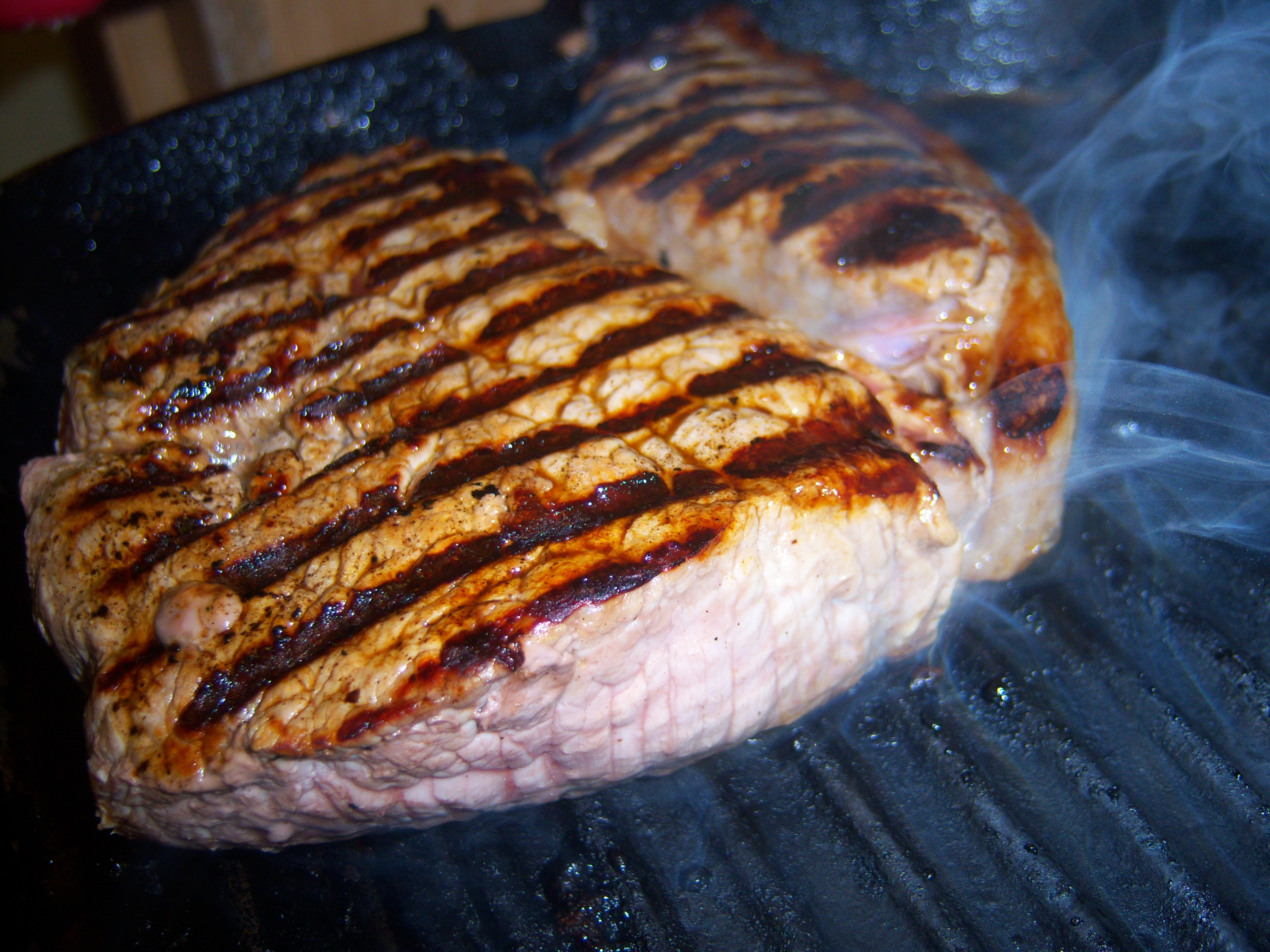
グリルパンで焼かれるランプステーキ

ランプステーキ（英語: Rump steak）はビーフステーキの一種。牛肉のランプと呼ばれる下腰部の肉を使用する。脂肪分が少なく柔らかくて美味である。

## 概要

イギリス式の牛肉の部位の呼び名

アメリカ式の呼び名

ランプの部位はイギリスやオーストラリアによる部位の分類に基づくもので、日本も準じる。アメリカの場合は、ラウンドステーキと呼ぶこともある。
日本においては、ビーフステーキ用の肉といえば、サーロインという固定観念を持っている人も少なくない。ランプはサーロインと比べると、風味があり、ヘルシーであり、価格も3割ほど安値といった優位点があるが、「ランプステーキ」というネーミングに「美味しそう」という印象を覚えない人も多いため、売上は低調だった。あるスーパーマーケットではサーロインに対するランプの優位性3つを明記しミシュランになぞらえて「三ツ星ステーキ」として販売したところ、爆発的なヒット商品となった。